# Leșile, Argeș
Leșile este un sat în comuna Teiu din județul Argeș, Muntenia, România.